# 巴吞他尼府
巴吞他尼府（皇家轉寫：Changwat Pathum Thani，泰語發音：[t͡ɕāŋ.wàt pā.tʰūm tʰāːnīː]）是泰國中部之一個府。

## 歷史
巴吞他尼府原名為「三柯城」，建於1632年。那萊王及鄭昭曾讓流浪遷徙來的孟族人定居在此。
在1815年，「三柯城」的民眾以蓮花呈獻拉瑪二世，因此遂為此城改新名為「巴吞城」（意義為「蓮花城」）。
在1918年，拉瑪六世王在建新府署落成慶典日時，改名為「巴吞他尼府」，並一直沿用至今。

## 地理
面積約1,525.9平方公里，距首都曼谷約46公里。其疆域北連大城府；南界暖武里府及曼谷、東臨那空那育府及差春騷府；西瀕暖武里府。
巴吞他尼府為廣大平原區域，有湄南河流經市區，已開鑿數條運河作灌溉用途，如開河、挽堤河、挽波河、青拉奈河等等，四面八方港汊極多，故其漁業發達，稻米、蔬菜及水果均很豐盛。另因交通便利，致各種大、中、小型工廠林立。

## 行政
- 巴吞他尼府行政區共分為七個縣（Amphoe），再分成60個區（Tambon），並細分為529個村（Muban）。

| \| # \| 中文名 \| 泰文名 \| 英文名 \| \| - \| ------------------------ \| ---------- \| ------------------- \| \| 1 \| 巴吞他尼府治县（英语：Amphoe Mueang Pathum Thani） \| เมืองปทุมธานี \| Mueang Pathum Thani \| \| 2 \| 空銮县（英语：Amphoe Khlong Luang） \| คลองหลวง \| Khlong Luang \| \| 3 \| 探耶武里县（英语：Amphoe Thanyaburi） \| ธัญบุรี \| Thanyaburi \| \| 4 \| 农色县（英语：Amphoe Nong Suea） \| หนองเสือ \| Nong Suea \| \| 5 \| 拉伦胶县（英语：Amphoe Lat Lum Kaeo） \| ลาดหลุมแก้ว \| Lat Lum Kaeo \| \| 6 \| 兰卢加县（英语：Amphoe Lam Luk Ka） \| ลำลูกกา \| Lam Luk Ka \| \| 7 \| 三柯县（英语：Amphoe Sam Khok） \| สามโคก \| Sam Khok \| |                |            |                     |
| # | 中文名         | 泰文名     | 英文名              |
| 1 | 巴吞他尼府治县 | เมืองปทุมธานี | Mueang Pathum Thani |
| 2 | 空銮县         | คลองหลวง   | Khlong Luang        |
| 3 | 探耶武里县     | ธัญบุรี       | Thanyaburi          |
| 4 | 农色县         | หนองเสือ    | Nong Suea           |
| 5 | 拉伦胶县       | ลาดหลุมแก้ว  | Lat Lum Kaeo        |
| 6 | 兰卢加县       | ลำลูกกา     | Lam Luk Ka          |
| 7 | 三柯县         | สามโคก     | Sam Khok            |

## 名勝古蹟
- 夢幻樂園（Dreamland）：位於探耶武里縣，面積約25.6萬平方公尺，有國際一流水準的娛樂設施，分為夢幻世界芭莎、夢幻花園、神妙地區、探險地區、另有三大表演場。園裡環境幽美，綠木成蔭，萬紫千紅。
- 城隍廟（ศาลหลักเมือง，City Pillar Shrine）：為巴吞他尼府的民眾之朝拜聖地，位於直轄縣新府署附近，內有類似蓮花莖的城柱、那萊大帝雕像、素可泰時代的佛像。
- 哇目昆寺：位於叻崙繳縣，建於拉瑪五世時代，內有拉瑪六世主持春耕節的御禮亭，寺頂屋畫為罕見的柚木瓦。
- 哇信寺：位於三柯縣，寺裡供奉著大城時代的重要佛像，並有孟族文物古董博物館。
- 哇青那哇拉喃寺：原名「哇瑪堪戴寺」，位於湄南河西畔的挽卡惹區，1938年被重新裝潢的一座敕封佛寺，佛殿內有精美的壁章。
- 哇庶尼湯寺：位於三柯縣，內有160 多年歷史的拉曼式大塔，佛殿供奉有以白玉琢成的佛像。
- 哇披烏隆寺：位於三柯縣，寺內有展示天堂和地獄故事的各種塑像，並設有博物館。
- 哇排隆寺：位於三柯縣，建於素可泰時代，寺內樹木叢密，每年的11月至6月間，均有無數灰鸛鳥在此寺大樹內築窩繁殖，吸引很多遊客前往參觀。
- 哇窩拉尼探瑪咖雅喃寺：位於空鑾縣，面積約313,600平方公尺，是環境優美的清靜園林，被譽為宗教信仰的研究中心。
- 貝殼塔寺（Wat Chedi Hoi）：位於叻侖繳縣，因在此處挖掘出許多古代沉積下來的大型貝殼，故寺廟將其貝殼堆砌成佛塔形狀。

亞洲理工學院